# Mirosław Wiśniewski
Mirosław Wiśniewski (ur. 24 lipca 1936 w Radomsku, zm. 16 grudnia 2022) – polski fotograf, taternik, alpinista, speleolog i lekarz. Od 1966 roku członek Związku Polskich Artystów Fotografików. Od 2002 roku honorowy członek ZPAF.
Przez lata związany z Instytutem Matki i Dziecka w Warszawie oraz Centralnym Szpitalem Klinicznym Wojskowej Akademii Medycznej w Warszawie, gdzie zajmował się medyczną fotografią naukową i opracowywał innowacyjne metody zastosowania fotografii w chirurgii plastycznej. Uczestnik pierwszej polskiej zimowej wyprawy na Lhotse (8516 m n.p.m.) w 1974 roku oraz członek ekipy polarników zakładających Polską Stację Antarktyczną im. Henryka Arctowskiego na Wyspie Króla Jerzego w archipelagu Szetlandów Południowych na Antarktydzie.
Wyprawy wysokogórskie, speleologiczne, a także szereg podróży artystycznych zaowocowały licznymi wystawami fotograficznymi oraz autorskimi albumami.

## Życiorys
W latach 1949–1953 uczeń Gimnazjum i Liceum im. Tadeusza Reytana w Warszawie, w którym uzyskał maturę (1953). W 1962 roku ukończył studia na Wydziale Lekarskim Akademii Medycznej w Warszawie. W okresie studiów spełniał się jako działacz społeczny i kulturalny. Był przewodniczącym Wydziału Turystyki Zrzeszenia Studentów Polskich. Zajmował się animacją życia kulturalnego w Domu Medyka przy ul. Oczki 7 w Warszawie gdzie prowadził działalność dziennikarską jako redaktor pisma Nowy Medyk. Z okazji 10-lecia ZSP otrzymał tytuł Wybitnego Działacza Społecznego i Kulturalnego.
W latach 1959–1980 był czynnym lekarzem zajmującym się chirurgią plastyczną. W Centralnym Szpitalu Klinicznym Wojskowej Akademii Medycznej w Warszawie (1959–1965), a następnie w Instytucie Matki i Dziecka w Warszawie (1965–1980) zajmował się medyczną fotografią naukową. Jako kierownik pracowni fotografii naukowej w Wojskowym Instytucie Medycznym skonstruował fotopedometr – urządzenie do mierzenia wydolności stóp za pomocą fotografii, a także metodę biomikrofotografii przedniego odcinka oka dla zilustrowania pracy doc. Mariana Mertza oraz metodę rekonstrukcji po amputacji narządów symetrycznych przy pomocy odwróconej fotografii narządu zdrowego. Zajmował się również metodą oznaczania prawdziwych granic martwaków kości przy pomocy śródoperacyjnej fotografii w świetle UV. Przewodnicząc pracowni fotografii naukowej w Instytucie Matki i Dziecka, wraz z prof. Napoleonem Wolańskim opracował fotokraniometr i fotosferodorsymetr służące do obrazowania i pomiaru proporcji ciała człowieka. Opracował metodę oznaczania prawdziwych granic naczyniaków płaskich przy pomocy fotografii w podczerwieni, jak również metodę mikrofotografii płodów małych zwierząt laboratoryjnych.
W 1966 został przyjęty do Związku Polskich Artystów Fotografików. W ZPAF pełnił funkcję Przewodniczącego Sekcji Fotografii Barwnej, Przewodniczącego Sekcji Fotografii Naukowej, a także Przewodniczącego i Wiceprzewodniczącego Rady Artystycznej ZPAF. W 1976 został uhonorowany tytułem Artiste FIAP (AFIAP), nadanym przez Międzynarodową Federację Sztuki Fotograficznej FIAP.
W latach 1962–1981 działał w Polskim Związku Alpinizmu i Speleoklubie Warszawskim. Jako członek Speleoklubu Warszawskiego odwiedził ponad trzydzieści jaskiń w Polsce i na świecie.
Jako kierowca oraz fotograf uczestniczył w pierwszej zimowej narodowej wyprawie na Lhotse (8561 m n.p.m.) prowadzonej przez Andrzeja Zawadę w 1974 roku. Z wyprawy na Lhotse Wiśniewski przywiózł kilka tysięcy negatywów dokumentujących podróż jelczem transportującym sprzęt z Warszawy do Katmandu, treking przez puszczę przedhimalajską, budowę i życie codzienne w bazie pod Lhotse. W latach późniejszych uczestniczył w jeszcze kilku wyprawach w Himalaje m.in. jako kierowca pierwszej zimowej wyprawie na Mount Everest (8850 m n.p.m.) w 1980 roku.
W latach 1976–1977 brał udział w budowie Polskiej Stacji Antarktycznej im. Henryka Arctowskiego na wyspie King George w archipelagu Szetlandów Południowych na Antarktydzie. W ekspedycji uczestniczył jako kierowca, lekarz i fotograf.

## Odznaczenia
- Medal im. Jana Bułhaka (1977)
- Odznaka honorowa „Zasłużony dla Kultury Polskiej” (2007)

## Wystawy Indywidualne (wybór)
- Barwy mojej ziemi, wystawa otwarta po raz pierwszy w 1956 roku w Warszawie[4]. Następnie prezentowana publiczności w Krakowie, Toruniu, Wrocławiu, Wilnie, Moskwie, Essen, Castel Gandolfo, Rapperswilu, Baltimore, Kolonii i Londynie[10]
- Barwy bezsłonecznego świata, wystawa będąca owocem pasji speleologicznej[10]
- Lhotse, Himalaje, Nepal i Polacy na Szczytach Świata, wystawy będąca owocem wypraw wysokogórskich[10]
- Polacy w Antarktyce, wystawa będąca owocem wyprawy badawczej na Antarktydę[10]
- Dzieci Azji, wystawa w UNESCO w Genewie i innych miastach należących do organizacji będąca efektem artystycznych podróży po kontynencie azjatyckim[10].
- Polskie Bieguny. Himalaje '74 i Antarktyda '77 na fotografiach Mirka Wiśniewskiego, Dom Spotkań z Historią w Warszawie, 24.10.2019-01.02.2020[8]

## Wystawy Zbiorowe (wybór)
- Biennale Fotografii Pejzażu Polskiego[10]
- Krajobrazy świata w fotografii polskich podróżników w Zachęcie Narodowej Galerii Sztuki w Warszawie, 1987[11]

## Publikacje
Od 1992 roku wraz z żoną Hanną Puchalską wydał dziesięć autorskich albumów fotograficznych. Albumy nagradzane były tytułami Najpiękniejsza Książka oraz Za wybitne osiągnięcia w dziedzinie fotografii artystycznej.
- Polska – barwy mojej ziemi, 1993
- Polska – dwory, dworki, 1995
- Polska – pałace i zamki, 1996
- Polska – dwory, dworki, pałace, 1998, 2000
- Polska – dziedzictwo wieków, 2000
- Polska Józefa Chełmońskiego, tom 2, Mazowsze, 2002
- Polska – dziedzictwo historii, 2003
- Polska – dworskie pejzaże, 2003
- Piękne hotele w Polsce, 2006
- Ochota, 2008
- Album Polskie Bieguny. Himalaje '74 i Antarktyda '77 na fotografiach Mirka Wiśniewskiego, Dom Spotkań z Historią, Warszawa 2019